# Volvariella volvacea
Volvariella volvacea (Bull.) Singer
La Volvariella volvacea è un fungo coltivato e commercializzato a scopo alimentare, soprattutto in Asia, abbastanza raro in natura. Noto anche come fungo di muschio, è utilizzato prevalentemente per la conservazione sott'olio, oppure essiccato.

## Descrizione della specie

### Cappello
Da campanulato a convesso, infine involuto poi piano, cuticola da grigiastra a grigio-verde, viscida, spesso pelosa e brillante se umida; tende a scurire. Spesso possiede resti della volva.

### Lamelle
molto fitte, libere e con lamellule; all'inizio bianche, poi col passare del tempo tendono al rosato.

### Gambo
Robusto, carnoso, cilindraceo e biancastro, assottigliato alla base; tende a tingersi di rosato per l'intercettazione delle spore rilasciate dalle lamelle.

### Volva
Molto ampia e membranosa, color bianco-luce o bianco-ghiaccio, altrimenti grigio chiaro (sempre bianca all'interno); fragile e lobata, spesso residua in frammenti sul cappello.

### Carne
Biancastra e fibrosa.
- Odore: rafanoide.
- Sapore: trascurabile.

### Spore
ellittico-irregolari, lisce o appena granulose, carnice in massa.

### Habitat
Autunnale, nei prati, rara.

## Commestibilità
Commestibile di scarso valore, e comunque da non raccogliere per la sua rarità. I preparati derivanti da coltivazione sono commercializzati anche in Italia.

## Etimologia
"Volvacea", per la presenza della volva.

## Sinonimi
- Agaricus volvaceus Bull., Herb. Fr. 6: tab. 262 (1786)
- Agaricus volvaceus Bull., Herb. Fr. 6: tab. 262 (1786) var. volvaceus
- Amanita virgata Pers., Tentamen Dispositionis Methodicae Fungorum (Lipsiae): 18 (1797)
- Vaginata virgata (Pers.) Gray, A Natural Arrangement of British Plants (London) 1: 601 (1821)
- Volvaria volvacea (Bull.) P. Kumm., Führ. Pilzk. (Zwickau): 23, 99 (1871)
- Volvariopsis volvacea (Bull.) Murrill, N. Amer. Fl. (New York) 10(2): 144 (1917)

## Nomi comuni
- Fungo di muschio

## Specie simili
Soprattutto allo stato embrionale può esser confusa con Amanita phalloides, allo stato adulto si distingue per l'assenza dell'anello e dell'ornamentazione a fibrille sul cappello, e per le lamelle rosate a maturazione delle spore.